# Mioduchau
Mioduchau (biał. Мёдухаў; ros. Мёдухов, Mioduchow; pol. hist. Mioduchowo, Mieduchów) – wieś na Białorusi, w obwodzie homelskim, w rejonie oktiabrskim, w sielsowiecie Pareczcza.

## Historia
W XIX i w początkach XX w. sześć zaścianków w 1885 liczących łącznie 10 gospodarstw, położonych w Rosji, w guberni mińskiej, w powiecie bobrujskim, na głuchym, odludnym, zapadłym Polesiu.
Po I wojnie światowej pod administracją polską, w Zarządzie Cywilnym Ziem Wschodnich, w okręgu mińskim, w powiecie bobrujskim. W wyniku postanowień traktatu ryskiego znalazł się w granicach Związku Sowieckiego. Od 1991 w niepodległej Białorusi.

## Warunki naturalne
Wieś zlokalizowana jest w znacznym oddalaniu od innych miejscowości. Z trzech stron otoczona jest przez las. Od wschodu graniczy natomiast z dużym mokradłem.